# Niebiesko-Czarni
Niebiesko-Czarni (Modro-černí) byla polská hudební skupina, která patřila k průkopníkům beatu v zemích východního bloku. Založili ji v Gdyni Franciszek Walicki a Jerzy Kossela. První koncert skupiny se uskutečnil 24. března 1962 ve studentském klubu Żak v Gdaňsku. V červnu téhož roku skupina získala první cenu na prvním ročníku Festivalu mladých talentů ve Štětíně. Na podzim 1962 se ke skupině připojil zpěvák, skladatel a multiinstrumentalista Czesław Niemen, který do jejího projevu vnesl soulové prvky. V prosinci se odehrál úspěšný koncert v pařížské Olympii, kde se skupinou zpívala Helena Majdaniec. Skupina vystupovala také na mezinárodním Festivalu v Sopotech a účinkovala ve filmové hudební komedii Prašť jako uhoď (režie Jerzy Passendorfer, 1966). V roce 1966 skupinu opustil Niemen, který založil vlastní soubor Akwarele. V roce 1967 nahrávali Niebiesko-Czarni pro Radio Luxembourg. V roce 1973 měla premiéru jejich první polská rocková opera Naga, která dosáhla 150 repríz a vyšla také na deskách. Poslední koncert své existence odehráli Niebiesko-Czarni 30. června 1976 ve Lvově.

## Diskografie
- Niebiesko-Czarni (1966)
- Alarm (1967)
- Mamy dla Was kwiaty (1968)
- Twarze (1970)
- Naga 1 (1972)
- Naga 2 (1972)
- 25 lat Niebiesko-Czarnych
- Gwiazdy Mocnego Uderzenia